# Philocalie d'Origène
La Philocalie d’Origène est une compilation de textes d'Origène. Alors qu’Origène a pu être suspecté sur certains points de sa doctrine (notamment en ce qui concerne la forme radicale de salut universel, ou apocatastase, restée attachée à son nom à la suite du Concile de Constantinople en 553), la valeur de son exégèse, l’exemplarité de sa méthode ont amené deux des plus importants théologiens du IVe siècle, Basile le Grand et Grégoire de Nazianze à compiler cette anthologie de ses écrits, mais leur rôle a été mis en doute par Éric Junod. 
En 27 chapitres, la Philocalie aborde des sujets aussi variés que le contenu de la Bible, les règles devant présider à son interprétation, le « libre arbitre » comme prescience divine…
Aujourd’hui, cette « philocalie » est moins connue que la Philocalie des Pères neptiques élaborée au XVIIIe siècle par Nicodème l’Hagiorite, à partir de divers auteurs sur la prière.